# Enoplium
Enoplium är ett släkte av skalbaggar som beskrevs av Pierre André Latreille 1802. Enoplium ingår i familjen brokbaggar.
Släktet innehåller bara arten Enoplium serraticorne.